# Niobrarasaurus
Niobrarasaurus ist eine wenig bekannte Gattung der Vogelbeckensaurier aus der Gruppe der Ankylosauria.

## Merkmale
Mit geschätzten 5 Metern Länge war Niobrarasaurus ein mittelgroßer Ankylosaurier. Wie bei allen Vertretern dieser Gruppe war sein Körper mit einer Panzerung aus Knochenplatten bedeckt, deren genaue Anordnung aber nicht bekannt ist. Der Rumpf war stämmig, die Gliedmaßen kurz und kräftig. Der Schädel ist nur in Bruchstücken erhalten, er wies aber an seinem vorderen Ende eine Musterung auf. Dieser Dinosaurier bewegte sich wie alle Ankylosauria quadruped (auf allen vieren) fort und ernährte sich von Pflanzen.

## Entdeckung und Benennung
Die fossilen Überreste von Niobrarasaurus wurden in den 1930er-Jahren in der Niobrara-Formation im US-Bundesstaat Kansas von Virgil Cole entdeckt und zunächst unter dem Namen Hierosaurus erstbeschrieben. Nach neueren Untersuchungen in den 1990er-Jahren erhielt das Tier den Namen Niobrarasaurus nach dem Fundort. Einzig bekannte Art und damit Typusart ist N. coleii. Die Funde werden in die Oberkreide (zwischen frühem und mittlerem Campanium) auf ein Alter von rund 83 bis 76 Millionen Jahre datiert.

## Systematik
Aufgrund von Ähnlichkeiten mit Nodosaurus wird Niobrarasaurus manchmal innerhalb der Ankylosauria zur Gruppe der Nodosauridae gerechnet. Andere Systematiken wie M. Vickaryous (2004) sehen die Fossilien als zu spärlich für eine genaue Einordnung und führen ihn deshalb als „Ankylosauria incertae sedis“.